# V dobryj čas
V dobryj čas (В добрый час!) è un film del 1956 diretto da Viktor Vladislavovič Ėjsymont.